# 安妮米克·范弗勒滕
安妮米克·范弗勒滕（荷蘭語：Annemiek van Vleuten，1982年10月8日—）是一名荷蘭女子公路自行車運動員。2016年至2020年，范弗勒滕開始效力於UCI綠刃女子車隊。2021年起，效力於UCI移動之星女子車隊。

## 職業生涯
2018年對於范弗勒滕是非常成功的一年，她在2018年世界場地自由車錦標賽獲得女子個人追逐賽銀牌。
2021年，范弗勒滕代表荷蘭參加2020年東京奧運女子個人計時賽獲得金牌、女子公路賽獲得銀牌。